# Atlantide, l'empire perdu (jeu vidéo)
Atlantide, l'empire perdu (Atlantis: The Lost Empire) est un jeu vidéo de plates-formes développé par Eurocom et 3d6 Games, édité par Sony Computer Entertainment et THQ. Il est sorti en 2001 sur PlayStation, Game Boy Color et Game Boy Advance. Il est adapté du film du même nom.

## Accueil
- Jeuxvideo.com : 13/20 (PS)[1] - 15/20 (GBA)[2]